# Liste deutscher Adelsgeschlechter/H
| Name                                                                   | Zeitraum                                      | Anmerkungen | Wappen |
| ---------------------------------------------------------------------- | --------------------------------------------- | --- | ------ |
| Haaren                                                                 | seit Mitte des 17. Jahrhunderts               | ursprünglich westfälisches, später baltisches Adelsgeschlecht |        |
| Habsburg/ Habsburg-Lothringen/ Habsburg-Laufenburg                     | 1273–1740/ seit 1736/ 1232/4–1408             | europäische Dynastie, die erstmals 1273 die deutschen Könige und römisch-deutschen Kaiser stellten und ab 1282 über die Herzogtümer Österreich und Steiermark (Österreich) sowie ab 1438/1527 über Böhmen und Ungarn herrschten. Im 16. Jahrhundert teilte sich die Dynastie in eine spanische Linie und eine österreichische Linie. weitere Existenz der Dynastie als Haus Habsburg-Lothringen                                                                                  |        |
| Hackelberg und Landau                                                  | seit 17. Jh.                                  | österreichisches Hochadelsgeschlecht |        |
| Hackenberg                                                             | seit 1180                                     | niederösterreichisches Adelsgeschlecht |        |
| Hackewitz                                                              | seit 17. Jh.                                  | pommersches Adelsgeschlecht |        |
| Hackfort                                                               | ?                                             | westfälisch-münsterländisches Adelsgeschlecht |        |
| Hackfort                                                               | bis 17. Jh. bzw. 1939                         | westfälisch-vestisches Adelsgeschlecht, das in einer Linie in den Niederlanden fortbestand |        |
| Hackledt                                                               | seit 1322                                     | altes, bayerischen Adelsgeschlecht |        |
| Hacque                                                                 | seit 1744                                     | aus den spanischen Niederlanden stammendes, um 1650 nach Österreich gekommenes Adelsgeschlecht; 1744 Aufnahme unter die neuen niederösterreichischen und 1752 unter die alten Ritterstandsgeschlechter |        |
| Hadeln                                                                 | seit 1375                                     | kehdinger Uradelsgeschlecht |        |
| Hadewig                                                                | 1201 bis frühes 18. Jh.                       | erloschenes westfälisch-niedersächsisches Adelsgeschlecht |        |
| Haeften                                                                | seit 1285                                     | deutsch-niederländisches Adelsgeschlecht |        |
| Haën                                                                   | 1376–1776                                     | erloschenes deutsch-lothringisches Adelsgeschlecht; Freiherrenstand |        |
| Haen                                                                   | bis 18. Jh.                                   | westfälisches Adelsgeschlecht |        |
| von der Haer                                                           | bis Ende 16. Jh.                              | erloschenes westfälisches Adelsgeschlecht |        |
| Haes                                                                   | bis 1651                                      | erloschenes westfälisch-rheinländisches Adelsgeschlecht |        |
| Haes                                                                   | ?                                             | erloschenes Kölner Patrizier- und Adelsgeschlecht |        |
| Haeseler                                                               | seit 17. Jh.                                  | ursprünglich aus Goslar stammendes mecklenburgisch-preußisches Adelsgeschlecht |        |
| Hagedorn                                                               | seit 14. Jh.                                  | rheinländisch-niedersächsisches Adelsgeschlecht, das auch nach Dänemark kam |        |
| Hagemeister                                                            | seit 1692                                     | deutsch-baltisches Adelsgeschlecht |        |
| Hagen (Brandenburg)                                                    | seit 1307                                     | altes, brandenburgisches Adelsgeschlecht |        |
| Hagen (Thüringen)                                                      | seit 1148                                     | thüringisches Uradelsgeschlecht |        |
| Hagen (Westfalen)                                                      | seit 1267                                     | westfälisches Uradelsgeschlecht |        |
| von dem Hagen (Westfalen/Niedersachsen)                                | bis 16. Jh.                                   | erloschenes westfälisch-niedersächsisches Adelsgeschlecht |        |
| Hagen (Wetterau)                                                       | 10.–12. Jahrhundert                           | Reichsministeriale vorwiegend in der Wetterau; aus ihnen entwickelten sich die Linien der Herren von Münzenberg und der Herren von Dornberg |        |
| Hagen genannt Geist                                                    | 14. Jh. bis 1759                              | halberstädtisches Adelsgeschlecht |        |
| Hagenau (Bayern/Österreich)                                            | seit 994                                      | bayerisch-österreichisches Adelsgeschlecht |        |
| Hagenbeck                                                              | 1217 bis ca. 1500                             | erloschenes westfälisches Adelsgeschlecht |        |
| Hagenest                                                               | 1260–1776                                     | sächsisches und Thüringer Adelsgeschlecht |        |
| Hagenow (Mecklenburg)                                                  | 1194                                          | mecklenburgisches, im 16. Jahrhundert erloschenes Adelsgeschlecht |        |
| Hagenow (Pommern)                                                      | 1760                                          | vorpommersches Adelsgeschlecht, Reichsadelsstand 1802 |        |
| Hager von Allentsteig                                                  | 13. Jh. bis 19. Jh.                           | ober- und niederösterreichisches Adelsgeschlecht, Freiherrenstand 1671 |        |
| Hahilinga                                                              | 7. Jh.                                        | bayerisches Ur- und Hochadelsgeschlecht | –      |
| Hahn (Kurland)                                                         | seit 1230                                     | Seitenlinie der mecklenburgischen Hahn |        |
| Hahn (Mecklenburg)                                                     | seit 1230                                     | mecklenburgischer Uradel; Freiherren; 1802 erblicher Reichsgrafenstand |        |
| Hahn (Ösel)                                                            | seit etwa 1725                                | aus Mecklenburg stammendes Geschlecht mit gleichem Wappen, aber unerwiesener Verwandtschaft zu den beiden vorgenannten Familien |        |
| Hahnebohm                                                              | 1297 bis 18. Jh.                              | aus Westfalen stammendes, erloschenes deutsch-baltisches Adelsgeschlecht |        |
| Haide zu Königheim                                                     | 16. bis 17. Jh.                               | erloschenes fränkisches Adelsgeschlecht |        |
| Haiden zu Guntramsdorf                                                 | bis 1620                                      | Wiener Adelsgeschlecht, welches das Erb-Unterschenkenamt von Niederösterreich ausübten |        |
| Hailfingen                                                             | ab ca. 1101                                   | schwäbisches Adelsgeschlecht |        |
| Haim                                                                   | seit 1231                                     | altes, österreichisches Adelsgeschlecht; 1582 Freiherrenstand und niederösterreichischer Herrenstand |        |
| Hainhofer                                                              | 1300 bis Ende 17. Jh.                         | Augsburger Patriziergeschlecht; 1578 Reichsadelsstand |        |
| Hake (Mark Brandenburg)                                                | seit 1325                                     | uradeliges Geschlecht aus der Mark Brandenburg, das in einer Linie auch nach Österreich kam; inkl. Grafen von Hake und einer geadelten unehelichen Linie (1924) |        |
| Hake (Niedersachsen)                                                   | seit 1174                                     | uradeliges Geschlecht aus Niedersachsen; 1859 Freiherren |        |
| Hake (Tecklenburg, Osnabrück, Ravensberg)                              | ab 1256                                       | westfälisches Uradelsgeschlecht im Tecklenburgischen, Osnabrückschen und Ravensbergschen |        |
| Hake (Münsterland)                                                     | 14. bis 17. Jh.                               | westfälisches Uradelsgeschlecht im Münsterschen |        |
| Hake (Mark, Arnsberg)                                                  | bis 16. Jh.                                   | westfälisches Uradelsgeschlecht in den Grafschaften Mark und Arnsberg |        |
| Hake (Hagke) (Thüringen)                                               | seit 1266                                     | thüringisches Uradelsgeschlecht |        |
| Hake (Haacke, Hacke) (Kurpfalz)                                        | ?                                             | kurpfälzisches Adelsgeschlecht; katholische Linie der thüringischen Hake |        |
| Hakeborn                                                               | seit 1100                                     | Adelsgeschlecht mit Stammsitz Hakeborn bei Aschersleben im heutigen Sachsen-Anhalt |        |
| Halban                                                                 | seit 1890/1917                                | ursprünglich jüdische, aus Polen stammende Familie; 1890, 1896/7 und 1917 österreichischer Adelsstand |        |
| Halberstadt                                                            | 1266–1788                                     | mecklenburgisches Adelsgeschlecht |        |
| Haldeck                                                                | 1225–1483                                     | thüringisches Adelsgeschlecht |        |
| Halem                                                                  | seit 18. Jh.                                  | ostfriesisches Briefadelsgeschlecht |        |
| Hallberg                                                               | seit 1276                                     | jülichsches Reichsadel-, Freiherren- und Reichsgrafengeschlecht mit schwedischen Wurzeln |        |
| Halle                                                                  | bis 1801                                      | erloschenes westfälisches Adelsgeschlecht |        |
| Hallegg                                                                | seit 1198                                     | altes Kärntner Adelsgeschlecht, welches 1765 in den Freiherrenstand erhoben wurde |        |
| Hallenberg                                                             | 1228 bis ?                                    | erloschenes fränkisches Adelsgeschlecht | –      |
| Haller von Hallerstein                                                 | seit 1230                                     | fränkischer Uradel mit Zweigen in Bayern, Österreich, Ungarn und den Niederlanden; 1696 Freiherren; 1790 Reichsfreiherren; 1713 Grafenstand für Siebenbürgische Linie. |        |
| Hallermund                                                             | 1195–1436                                     | erloschenes niedersächsisches Grafengeschlecht |        |
| Hallwyl                                                                | seit 1223                                     | Aargauer Uradel; 1671 böhmischer Grafenstand |        |
| Hals                                                                   | 1072–1375 (?)                                 | erloschenes mittelalterliches Geschlecht; 1280 Reichsgrafenwürde |        |
| Hameren                                                                | 1325–1450                                     | erloschenes westfälisches Adelsgeschlecht |        |
| Hamm                                                                   | ab 1273                                       | erloschenes bergisch-märkisches Adelsgeschlecht |        |
| Hamm                                                                   | ab 1802                                       | münsterisches Briefadelsgeschlecht; 1802 Adelsstand |        |
| Hamm                                                                   | ?                                             | münsterisches Patrizier- und Adelsgeschlecht |        |
| Hamm                                                                   | ab 1432                                       | erloschenes vestisch-märkisches Adelsgeschlecht |        |
| op dem Hamme genannt von Schoeppingk                                   | seit 13. Jh.                                  | deutsch-baltisches Uradelsgeschlecht |        |
| Hammerstein                                                            | seit 16. Jahrhundert                          | deutsches Adelsgeschlecht. Ab 17./18. Jahrhundert Linien Hammerstein-Equord, Hammerstein-Gesmold und Hammerstein-Loxten. |        |
| Hanau                                                                  | seit 1225                                     | Grafengeschlecht, das vom 13. Jahrhundert bis 1736 in der Herrschaft und ab 1429 Grafschaft Hanau, ab 1458 in deren Teilgrafschaften Hanau-Münzenberg und Hanau-Lichtenberg regierte |        |
| Handjery                                                               | ?                                             | preußisches Adelsgeschlecht, das von Alexander Hangerli, phanariotischer griechischer Dragoman des Osmanischen Reichs, abstammt |        |
| Handschuhsheim                                                         | seit 1130                                     | Heidelberger Adelsgeschlecht |        |
| Handtwig                                                               | seit 1740                                     | deutsch-baltisches Adelsgeschlecht mit Wurzeln in Rostock |        |
| Hanenfeldt                                                             | seit 1572 bis ?                               | erloschenes westfälisch-baltisches Adelsgeschlecht |        |
| Hanensee                                                               | bis Anfang 17. Jh.                            | erloschenes niedersächsisches Adelsgeschlecht |        |
| Hanfmuß                                                                | 1369 bis Mitte 18. Jh.                        | erloschenes obersächsisches Adelsgeschlecht |        |
| Haniel                                                                 | seit 1899                                     | Duisburger Unternehmerfamilie; preußischer Adelsstand 1899 |        |
| Hann                                                                   | ?                                             | steiermärkisches Adelsgeschlecht |        |
| Hanneken                                                               | seit 16. Jh.                                  | norddeutsches Adelsgeschlecht |        |
| Hannig                                                                 | seit Mitte 12. Jahrhundert                    | böhmisches Wladikengeschlecht; in Sachsen 1735 im Mannesstamme als Freiherren erloschen; 1758 erbländischer Freiherrenstand |        |
| Hannover                                                               | seit 790                                      | altes Welfengeschlecht; deutschstämmige Königsdynastie, von 1714 bis 1901 Könige von Großbritannien |        |
| Hanstein                                                               | 1122                                          | altes Adelsgeschlecht aus dem Eichsfeld; 1706 Reichsfreiherrnstand; 1826 Grafenstand |        |
| Hanxleden                                                              | seit 1327                                     | westfälisches Uradelsgeschlecht |        |
| Haolde                                                                 | 949 bis ca. 1120                              | Grafengeschlecht im 10. und 11. Jahrhundert im westlichen Teil des Raums Paderborn-Warburg | –      |
| Harbuval-Chamaré                                                       | seit 12. Jh.                                  | altes, ursprünglich flandrisches, aus der Grafschaft Artois stammendes Adelsgeschlecht, das lange Zeit der spanischen Krone diente und schließlich in kaiserlich-österreichische Dienste trat; 1727 Freiherren- und Grafenstand |        |
| Harde                                                                  | 1190–1742                                     | erloschenes westfälisch-niedersächsisches Adelsgeschlecht |        |
| Hardegg                                                                | seit 1145                                     | reichsunmittelbares Grafengeschlecht |        |
| Hardenberg                                                             | seit 1139                                     | altes, niedersächsisches Adelsgeschlecht; Freiherren; 1778 Reichsgrafen; 1814 Fürstenwürde nach dem Recht der Erstgeburt. |        |
| Hardenberg                                                             | 1145 bis ca. 1450                             | erloschenes westfälisches Adelsgeschlecht |        |
| Hardenrath                                                             | 16. und 17. Jh.                               | Kölner Patrizier- und Adelsgeschlecht |        |
| Haren                                                                  | seit 1040                                     | westfälisches Adelsgeschlecht |        |
| Harfenberg                                                             | 13. bis 14. Jh.                               | schwäbisch-fränkisches Adelsgeschlecht | –      |
| Harling                                                                | seit 1203                                     | niedersächsisches Uradelsgeschlecht |        |
| Harmen                                                                 | bis 1621                                      | Dienstmannengeschlecht der Grafschaft Mark |        |
| Harnier                                                                | ab 1810                                       | hessisches Adelsgeschlecht |        |
| Harpe                                                                  | seit 1785                                     | deutsch-baltisch-russisches Adelsgeschlecht |        |
| Harpen                                                                 | 1154–1418                                     | erloschenes westfälisches Adelsgeschlecht |        |
| Härpfer (von Harpfenburg)                                              | seit 1613                                     | schwäbisches Fischergeschlecht aus Donauwörth; 1613 geadelt |        |
| Harrach                                                                | seit 1195                                     | österreichisch-böhmisches Uradelsgeschlecht; 1550 Freiherrenstand mit von Rohrau; 1627 Reichsgrafenstand; Reichsfürstenstand (ad pers.) 1706 |        |
| Harras                                                                 | 1268 bis ca. 1839                             | altritterliches Geschlecht aus dem Thüringischen und Mansfeldischen |        |
| Harsdorf von Enderndorf                                                | seit 1377                                     | Patrizierfamilie der Freien Reichsstadt Nürnberg; 1841 Freiherrenstand |        |
| Harstall                                                               | seit 14. Jh.                                  | thüringisches Adelsgeschlecht |        |
| Harten                                                                 | seit 1840                                     | deutsch-baltisches Adelsgeschlecht, dessen Ursprung in Oldenburg zu finden sein soll |        |
| Hartig                                                                 | seit 1500                                     | böhmisches, heute österreichisches Adelsgeschlecht schlesischen Ursprungs |        |
| Hartitzsch                                                             | 14. Bis Beginn 19. Jahrhundert                | böhmisch-meißnerisches Adelsgeschlecht im Osterzgebirge |        |
| Hartmann                                                               | ab 1803                                       | westfälisches Briefadelsgeschlecht |        |
| Hartmannsdorf                                                          | ab 1683                                       | schwedisch-vorpommersches Briefadelsgeschlecht; 1683 schwedischer Adelsstand |        |
| Häschk                                                                 | seit 1367                                     | österreichisches Adelsgeschlecht in Niederösterreich |        |
| Hase                                                                   | seit 1883                                     | Thüringer Adelsgeschlecht |        |
| Haselau                                                                | vor 1224 bis 13. Jahrhundert                  | altes, holsteinisches Adelsgeschlecht | –      |
| Haselberg                                                              | 1810                                          | einst schwedisches, später auch deutsches Briefadelsgeschlecht; 1810 schwedischer Adelsstand |        |
| Haseldorf                                                              | vor 1143 bis 13. Jahrhundert                  | altes, holsteinisches Adelsgeschlecht |        |
| Haselhorst                                                             | bis 1718/21                                   | erloschenes niedersächsisch-westfälisches Adelsgeschlecht |        |
| Hasenauer                                                              | ab 1873                                       | österreichisches Briefadelsgeschlecht; 1873 Freiherrenstand |        |
| Hasenkamp                                                              | 1268–1764                                     | westfälisches Adelsgeschlecht |        |
| Haslang                                                                | ab 1165                                       | bayerisches Uradelsgeschlecht |        |
| Haslau                                                                 | bis 1845                                      | vogtländisches Adelsgeschlecht |        |
| Haslingen                                                              | 1599–1820                                     | erloschenes österreichisch-preußisches Adelsgeschlecht; 1599 und 1660 Reichsritterstand, 1703 Reichsfreiherrenstand, 1706 niederösterreichischer Herrenstand, 1718 böhmischer Herrenstand, 1727 böhmisches Inkolat, 1762 Reichsgrafenstand, 1763 preußischer Grafenstand |        |
| Hastfer                                                                | seit 1287                                     | deutsch-baltisches Uradelsgeschlechts; 1678, 1731 und 1755 schwedischer Freiherrenstand, 1697 schwedischer Grafenstand |        |
| Hattingen                                                              | bis 15. Jh.                                   | erloschenes westfälisches Adelsgeschlecht |        |
| Hattonen                                                               | 9. Jh.                                        | fränkisches Adelsgeschlecht | –      |
| Hattorf                                                                | 1241–1917                                     | niedersächsisches Adelsgeschlecht |        |
| Hattorp                                                                | bis 1529                                      | erloschenes westfälisches Adelsgeschlecht |        |
| Hattstein                                                              | 1156–1767                                     | mittelrheinisches Niederadelsgeschlecht aus dem Taunus |        |
| Hätzenberg                                                             | seit 1593                                     | niederösterreichisches Adelsgeschlecht |        |
| Hatzfeld                                                               | seit 1138                                     | edelfreies Geschlecht aus dem oberen Lahngau; 1635 Reichsgrafenstand und 1748 Reichsfürstenstand |        |
| von der Hauben                                                         | ?                                             | niederer Adel der Vorderpfalz im Spätmittelalter und der frühen Neuzeit |        |
| Hauch                                                                  | seit 1876                                     | Briefadelsgeschlecht; 1876 Bayerischer Adels- und Freiherrenstand |        |
| Hauenstein                                                             | seit 1215                                     | Südbadisches Adelsgeschlecht |        |
| Haugk                                                                  | ab 1751                                       | thüringisch-sächsisches Briefadelsgeschlecht; 1751 Reichsadelsstand |        |
| Haugwitz                                                               | seit 1225                                     | aus dem meißnerischen stammendes, altes Adelsgeschlecht |        |
| Hauke / Hauke-Bosak                                                    | seit 1722                                     | Geschlecht aus Wetzlar; 1826 erblicher Adel des Königreiches Polen; später Grafenstand; auch Hauke-Bosak |        |
| Haunold (Fauner)                                                       | bis 1711                                      | Breslauer Patrizier- und Adelsgeschlecht |        |
| Haunsperger                                                            | ?                                             | edelfreies Salzburger Adelsgeschlecht, das sein Geschlecht bis auf die Zeiten der fränkischen Hausmeierfamilie Pippins zurückführte |        |
| Haupt                                                                  | ab 1693                                       | Breslauer Ratsgeschlecht; 1693 böhmischer Ritterstand |        |
| Haus                                                                   | 1309–1828                                     | erloschenes bergisches Adelsgeschlecht |        |
| Haus                                                                   | seit 12. Jahrhundert                          | niedersächsisches und westfälisches Adelsgeschlecht |        |
| Hausen                                                                 | 12. Jh.                                       | erloschenes hessisches Adelsgeschlecht | –      |
| Hausen                                                                 | seit 13. Jh.                                  | lothringisches, später sächsisches Adelsgeschlecht |        |
| Hausen                                                                 | ab 1216                                       | Thüringer Uradelsgeschlecht |        |
| Hausen                                                                 | bis 1895                                      | erloschenes westfälisches Adelsgeschlecht |        |
| Hausmann                                                               | ab 1577                                       | Tiroler Briefadelsgeschlecht; 1577 Reichsadelsstand; 1675 Freiherrenstand |        |
| Hautzenberg                                                            | ab 1130                                       | bayerisches Adelsgeschlecht; Ministerialengeschlecht des Bistums Passau |        |
| Havelberg                                                              | 1256–1431                                     | altes Rittergeschlecht aus Havelberg |        |
| Haver                                                                  | bis 1609                                      | erloschenes westfälisches Adelsgeschlecht |        |
| Haverbeck                                                              | bis 1534                                      | erloschenes westfälisches Adelsgeschlecht |        |
| Haverber                                                               | bis 1666                                      | erloschenes westfälisch-niedersächsisches Adelsgeschlecht |        |
| Havkenscheid                                                           | 1340 bis ?                                    | erloschenes westfälisches Adelsgeschlecht |        |
| Haxthausen                                                             | seit 1340                                     | westfälisches Uradelsgeschlecht; führt gewohnheitsrechtlich den Freiherrentitel; 1736 dänischer, 1837 bayerischer Grafenstand |        |
| Hayden von Dorff                                                       | seit 1317                                     | altes oberösterreichisches Adelsgeschlecht |        |
| Haynau                                                                 | ?                                             | hessisches Adelsgeschlecht |        |
| Hebel                                                                  | 1144 bis 1521                                 | althessisches Adelsgeschlecht |        |
| Hebenstreit von Glurnhör                                               | ab 1543/1553                                  | Tiroler Adelsgeschlecht |        |
| Hechthausen                                                            | 1233 bis Anfang 18. Jahrhundert               | ursprünglich bremischer, später pommerscher, Uradel |        |
| Hecket                                                                 | bis 1494                                      | erloschenes niedersächsisches Adelsgeschlecht |        |
| Hedemann                                                               | seit 1653                                     | holsteinisches Adelsgeschlecht, das eine hannoversche, eine preußische, drei dänische sowie eine Nienhofer Linie bildete |        |
| Hedenen                                                                | Mitte des 7. Jh. bis 719                      | fränkisches Adelsgeschlecht | –      |
| Heeckeren / Heckeren                                                   | ?                                             | aus dem Herzogtum Geldern stammendes niederländisch-westfälisches Adelsgeschlecht |        |
| Heede                                                                  | bis 1670                                      | erloschenes niedersächsisches Adelsgeschlecht |        |
| Heek                                                                   | bis Mitte 16. Jh.                             | erloschenes westfälisches Adelsgeschlecht |        |
| Heemskerck                                                             | ?                                             | niederländisches Patriziergeschlecht, später preußisches Adelsgeschlecht |        |
| Heereman von Zuydtwyck                                                 | seit ca. 1500                                 | ursprünglich niederländisches, seit 1658 deutsches Adelsgeschlecht |        |
| von der Heese                                                          | ab 1291                                       | westfälisch-rheinländisches Uradelsgeschlecht |        |
| Hefner                                                                 | ab 1787                                       | erloschenes bayerisches Briefadelsgeschlecht; 1787 bayerischer Adelsstand |        |
| Hefner-Alteneck / Edle von Hefner                                      | ab 1806/14                                    | erloschenes bayerisches Briefadelsgeschlecht; 1806 Reichsritterstand; 1814 bayerischer Adelsstand |        |
| Hege                                                                   | bis ca. 1500                                  | erloschenes essensches Adelsgeschlecht |        |
| von der Hege                                                           | ab 1314 bis 17. Jh.                           | erloschenes münsterländisches Adelsgeschlecht |        |
| Hegele                                                                 | 1726–1772                                     | kurpfälzisches Adelsgeschlecht |        |
| Hegen                                                                  | bis Mitte 17. Jh.                             | erloschenes rheinländisches Adelsgeschlecht |        |
| Hegenmüller                                                            | seit 1568                                     | aus Schwaben stammendes Bürgergeschlecht, welches 1568 in den Adelsstand, 1623 in den neuen und 1633 in den alten niederösterreichischen Ritterstand aufgenommen und 1650 in den Freiherrnstand erhoben wurde |        |
| Heggenzer von Wasserstelz                                              | 1315–1587                                     | erloschenes Schaffhauser Patriziergeschlecht |        |
| Hehn                                                                   | seit 16. Jh.                                  | deutsch-baltisches Adelsgeschlecht |        |
| Heideck                                                                | 1192 bis 1752                                 | edelfreies, später freiherrliches, fränkisches Geschlecht, Ausbreitung nach Dänemark und Preußen, auch in Württemberg und Kursachsen bedienstet |        |
| Heidelberg                                                             | 12. bis 15. Jh.                               | Schweizer Adelsgeschlecht im Thurgau |        |
| Heidenstein                                                            | seit 1585                                     | polnisches, pommerellisches und preußisches Adelsgeschlecht |        |
| Heider                                                                 | seit 15. Jh.                                  | württembergisches Patrizier- und Adelsgeschlecht |        |
| Heiligenberg                                                           | 12. bis 13. Jh.                               | Grafengeschlecht am nordwestlichen Ufer des Bodensees mit Residenz im Schloss Heiligenberg |        |
| Heiligenstadt                                                          | 1123 bis 15. Jh.                              | erloschenes Eichsfelder und Thüringer Adelsgeschlecht |        |
| Heiliggraber                                                           | 14. Jh.                                       | erloschenes Augsburger Patrizier- und Adelsgeschlecht |        |
| Heilingen                                                              | 1110–1809                                     | erloschenes thüringisches Uradelsgeschlecht |        |
| Heimburg                                                               | seit 1134                                     | niedersächsisches Uradelsgeschlecht |        |
| Heimendahl                                                             | seit 1887                                     | preußisches Adelsgeschlecht |        |
| Heimenhofen                                                            | seit 1258                                     | aus Heimhofen im Westallgäu stammendes, schwäbisches Adelsgeschlecht |        |
| Heimerdingen                                                           | seit 1258                                     | schwäbisches Adelsgeschlecht |        |
| Heinach                                                                | seit 1238                                     | fränkisches Adelsgeschlecht |        |
| Heine / Heine-Geldern                                                  | seit 1867                                     | österreichisches Adelsgeschlecht |        |
| Heineken                                                               | ab 1748                                       | sächsisches Briefadelsgeschlecht; 1748 Reichsadelsstand |        |
| Heinemann                                                              | bis 1710                                      | erloschenes magdeburgisches Adelsgeschlecht |        |
| Heinemann                                                              | seit 1781                                     | preußisches Briefadelsgeschlecht; 1781 Reichsadelsstand |        |
| Heinriet                                                               | 1139–1462                                     | erloschenes schwäbisches Adelsgeschlecht |        |
| Heintze                                                                | 1608–1630                                     | erloschenes sächsisches Adelsgeschlecht; 1608 Erhebung in den Adelsstand |        |
| Heinzenberg                                                            | 1262 bis 14. Jahrhundert                      | Adelsgeschlecht aus dem Hunsrück |        |
| Heister                                                                | von 15. Jh. bis ?                             | hessisches Adelsgeschlecht, Ausbreitung nach Preußen und Österreich; 1644 Reichsritterstand, 1664 Freiherrenstand, 1692 Grafenstand |        |
| Heitnau                                                                | 13. bis 14. Jh.                               | niederadeliges Geschlecht im Thurgau in der Ostschweiz | –      |
| Heldritt                                                               | ab 1234                                       | fränkisches Adelsgeschlecht |        |
| Heldrungen                                                             | seit 1128                                     | Thüringer Adelsgeschlecht |        |
| Helfenstein                                                            | 1100–1624                                     | erloschenes schwäbisches Grafengeschlecht |        |
| Helffreich                                                             | seit 1569                                     | baltisches Adelsgeschlecht, 1569 Reichsadelsstand, 1680 schwedische Adelsnaturalisation |        |
| Hellbach                                                               | 1819                                          | 1819 schwarzburger-sonderhausensche Adelserneuerung mit Wappenbesserung |        |
| Helldorff                                                              | seit 1147                                     | osterländisch-meißnerisches Adelsgeschlecht. 1844 preußische Genehmigung zur Fortführung des Freiherrentitels. 1840 Grafenstand für Linie Wolmirstedt. |        |
| Hellermann                                                             | seit 1743                                     | preußisches Adelsgeschlecht |        |
| Hellfeld                                                               | ab 1764                                       | preußisches Adelsgeschlecht; 1764 Adelsstand, 1821 preußische Anerkennung; führt seine Herkunft auf die von Henefeld/Hellefeld zurück |        |
| Helmersen                                                              | seit 1643                                     | 1643 schwedischer Adelsstand, 1742 livländisches, 1789 estländisches, 1846 öselsches und 1875 kurländisches Indigenat |        |
| Helmolt                                                                | ?                                             | hessisches, Thüringer, sächsisches und preußisches Adelsgeschlecht |        |
| Helmsdorf                                                              | ?                                             | schwäbisches Adelsgeschlecht |        |
| Helmstatt                                                              | seit 1190                                     | schwäbischer Uradel eines Stammes mit den Göler von Ravensburg und von Mentzingen; 1742 Grafentitel durch den Erwerb der Grafschaft Möhringen; 1840 bayerische Grafen |        |
| Helmstorf                                                              | seit 1477                                     | Tiroler Briefadelsgeschlecht |        |
| Helpe                                                                  | vor 1381 bis nach 1535                        | erloschenes mecklenburgisches Adelsgeschlecht |        |
| Helt                                                                   | bis 16. Jh.                                   | erloschenes westfälisches Adelsgeschlecht |        |
| Hemleben                                                               | 1234–1499                                     | Thüringer Adelsgeschlecht |        |
| Hemmerde                                                               | bis 15. Jh.                                   | erloschenes westfälisches Adelsgeschlecht |        |
| Hemmerde genannt Veleko                                                | bis 15. Jh.                                   | erloschenes westfälisches Adelsgeschlecht |        |
| Henckel von Donnersmarck                                               | seit 1593                                     | schlesisches Briefadelsgeschlecht |        |
| Hendl                                                                  | ?                                             | Tiroler Adelsgeschlechts, das seinen Stammsitz auf Schloss Goldrain im gleichnamigen Ort Goldrain im Vinschgau in Südtirol hatte; 1615 Freiherrenstand; Grafenstand |        |
| Henefeld (genannt Naschart)                                            | ab 1323 bis 16. Jh.                           | westfälisches Adelsgeschlecht |        |
| Hengstenberg                                                           | ?                                             | Dortmunder Patrizier- und Adelsgeschlecht, das in bürgerlicher Linie fortbestand und 1837 den preußischen Adelsstand erhielt |        |
| Hengstfeld                                                             | 13. bis 14. Jh.                               | fränkisches Adelsgeschlecht | –      |
| Henneberg                                                              | 1078–1583                                     | fränkische Grafen vermutlich aus dem Geschlecht der Popponen |        |
| Henniger von Seeberg                                                   | Seit 1600                                     | deutsch-böhmisches Patrizier- und Adelsgeschlecht; 1600/01 Adelsstand; 1744 böhmischer Freiherrenstand; 1816 ungarisches Indigenat; 1874 Namens- und Wappenvereinigung mit den Grafen von Desfours |        |
| Hennigs                                                                | seit 1790                                     | Briefadelsgeschlecht aus Schweden und Pommern; 1790 Reichsadels- und Ritterstand |        |
| Hennin                                                                 | seit 1444                                     | ursprünglich französisches, später oberrheinisches Adelsgeschlecht |        |
| Hentschel von Gutschdorf                                               | ab 1356                                       | schlesisches Adelsgeschlecht; 1634 und 1749 Adelsbestätigung; 1766 Inkolat im Ritterstand für Böhmen; 1792 Panier- und Freiherrenstand |        |
| Heppe                                                                  | um 1500                                       | hessisches Briefadelsgeschlecht; 1718/1778 Reichsadelsstand |        |
| Heppenheim genannt vom Saal                                            | seit 11. Jh.                                  | rheinhessisches und Pfälzer Uradelsgeschlecht |        |
| Herbern                                                                | bis 17. Jh.                                   | erloschenes westfälisches Adelsgeschlecht |        |
| Herberstein                                                            | seit 1290                                     | steiermärkischer Uradel; 1531 österreichische Freiherren; 1644 österreichische Grafen; 1710 Reichsgrafen |        |
| Herberstorff                                                           | 1147 bis 17. Jh.                              | altes Adelsgeschlecht aus der Steiermark |        |
| Herbilstadt                                                            | ?                                             | fränkisches Adelsgeschlecht |        |
| Herdegen von Culm                                                      | ?                                             | fränkisches Ortsadelsgeschlecht |        |
| Herdicke                                                               | bis 15. Jh.                                   | erloschenes westfälisches Adelsgeschlecht |        |
| Herding                                                                | bis 1850                                      | erloschenes westfälisch-bayerisches Adelsgeschlecht |        |
| Herff                                                                  | seit 1584                                     | Briefadelsgeschlecht aus der Umgebung von Lüttich; 1814 hessischer Adelsstand |        |
| Hering                                                                 | 1293 bis 15. Jh.                              | erloschenes westfälisches Adelsgeschlecht |        |
| Heringen                                                               | bis 19. Jh.                                   | erloschenes thüringisch-hessisches Uradelsgeschlecht |        |
| Heringen                                                               | bis 17. Jh.                                   | erloschenes mansfeldisch-querfurtisches Adelsgeschlecht |        |
| Heringen                                                               | bis 15. Jh.                                   | erloschenes hennebergisch-thüringisches Adelsgeschlecht |        |
| Heringen                                                               | 1150 bis 18. Jh.                              | erloschenes westfälisch-baltisches Uradelsgeschlecht |        |
| Hermann                                                                | seit 1750                                     | von den Hörmann von und zu Gutenberg abstammendes bayerisches Patrizier- und Briefadelsgeschlecht; 1750 und 1768 Reichsadelsstand; 1774 und 1783 Reichsfreiherrenstand |        |
| Hermann von Hermannsdorf                                               | ab 1612                                       | österreichisch-böhmisches Briefadelsgeschlecht; 1612/1777 Adelsstand; 1786 Ritterstand |        |
| Hermann von Hermannsdorff                                              | ab 1719                                       | schlesisch-böhmisches Briefadelsgeschlecht; 1719 böhmischer Adelsstand; 1727 böhmischer Ritterstand |        |
| Hermeling                                                              | bis 1620                                      | erloschenes niedersächsisches Uradelsgeschlecht |        |
| Herrlein                                                               | seit 1792                                     | fränkisches Adelsgeschlecht |        |
| Herrmann                                                               | seit 1532                                     | schlesisches Adelsgeschlecht |        |
| Herte                                                                  | bis 16. Jh.                                   | erloschenes westfälisches Adelsgeschlecht |        |
| Hertel                                                                 | 16.–17. Jh.                                   | erloschenes schlesisches Adelsgeschlecht. |        |
| Hertell                                                                | 1696                                          | aus Mecklenburg stammendes Geschlecht, 1731 in die Adelsklasse aufgenommen. |        |
| Hertenberg                                                             | seit 1230                                     | vogtländisches Adelsgeschlecht |        |
| Hertingshausen                                                         | 1257–1689                                     | althessisches Adelsgeschlecht |        |
| Hertzberg                                                              | seit 1378                                     | pommerscher Uradel; 1786 preußischer Grafenstand für einen Teil der Familie |        |
| Herwarth von Bittenfeld                                                | seit 1246                                     | eines der ältesten, regimentsfähigen Stadtadelsgeschlechtern der Freien Reichsstadt Augsburg |        |
| Herzeele                                                               | ?                                             | niederländisch-deutsches Adelsgeschlecht |        |
| Herzogenberg                                                           | seit 1456                                     | österreichisches, ursprünglich französisch-bretonisches Adelsgeschlecht; 1811 Adelsdiplom; 1862 Freiherrenstand |        |
| Hesensen                                                               | bis 15. Jh.                                   | erloschenes niedersächsisch-westfälisches Adelsgeschlecht |        |
| Heßberg                                                                | seit 1168                                     | fränkisches, edelfreies Geschlecht; 1700 Reichsfreiherrenstand |        |
| Hessen / Hessen-Rotenburg                                              | seit 1244                                     | hessisches Fürstenhaus |        |
| Hessenstein                                                            | seit 18. Jh.                                  | zwei verschiedene Linien nicht-ebenbürtiger Nachkommen von Herrschern aus dem Haus Hessen |        |
| Heßler                                                                 | seit (1197) 1239                              | altes, thüringisch-landgräfliches Ministerialengeschlecht; eines Stammes mit den von Burkersroda |        |
| Hessonen                                                               | seit 1007                                     | Adelsgeschlecht, dessen Herrschaftsschwerpunkt sich im 11. Jahrhundert im Sülchgau und um Backnang befand | –      |
| Hettersdorf                                                            | 1036–1829                                     | fränkisches Uradelsgeschlecht, besteht durch tochterseitige Vereinigung mit der Linie Buddenbrock zu Buddenbrock-Hettersdorff bis heute |        |
| Hetterscheidt                                                          | bis ca. 1700                                  | erloschenes westfälisches Adelsgeschlecht |        |
| Hettingen                                                              | 12. und 13. Jh.                               | schwäbisches Grafengeschlecht |        |
| Heudorf                                                                | seit 1262                                     | schwäbisches Uradelsgeschlecht |        |
| Heufler von Rasen                                                      | seit 1270                                     | Tiroler Uradelsgeschlecht |        |
| Heuna                                                                  | bis 17. Jh.                                   | meißnisches Adelsgeschlecht |        |
| Heunburg                                                               | ca. 1050–1322                                 | Kärntner Grafengeschlecht |        |
| Heusenstamm                                                            | 1211 bis ?                                    | Adelsgeschlecht aus Hessen. |        |
| Heußlein von Eußenheim                                                 | 1231                                          | unterfränkisches Uradelsgeschlecht; Ministeriale des Hochstifts Würzburg; 1816 Immatrikulation bei der Freiherrenklasse; |        |
| Heven                                                                  | bis 15. Jh.                                   | erloschenes westfälisch-märkisches Adelsgeschlecht |        |
| Heven                                                                  | bis 17. Jh.                                   | erloschenes westfälisch-münsterländisches Adelsgeschlecht |        |
| Hewen                                                                  | 1050–1570                                     | Freiherrengeschlecht auf dem Hohenhewen bei Engern im Hegau |        |
| von der Heyde (Schlesien)                                              | seit 1287                                     | schlesisches Uradelsgeschlecht |        |
| von der Heyde (Vogtland)                                               | ab 13. Jh.                                    | vogtländisches Adelsgeschlecht |        |
| von der Heyde genannt Hilbeck                                          | bis 16. Jh.                                   | erloschenes westfälisches Adelsgeschlecht |        |
| Heydebrand                                                             | seit 1287                                     | schlesisches Uradelsgeschlecht, stammesverwandt mit denen von der Heyde, ab 1575 mit der Namensform Heydebrand |        |
| Heydebreck                                                             | seit 1254                                     | pommersches Uradelsgeschlecht |        |
| von der Heyden                                                         | 1374–?                                        | rheinländisch-luxemburgisches Geschlecht, 1743 Freiherrnstand, 1907 preußische Adels und Wappenanerkennung |        |
| Heyden                                                                 | seit 1226                                     | pommerisches Geschlecht, 1785 Heyden-Linden, 1870 Graf Heyden-Cartlow |        |
| Heyden                                                                 | seit 1316                                     | westfälisches Geschlecht, 1655 Reichsfreiherrnstand, 1767 Reichsgrafenstand, 1816, 1920 und 1923 niederländisches Indigenat, 1836 estländisches Indigenat |        |
| Heyden-Nerfken                                                         | seit 1728                                     | ostpreußisches Geschlecht |        |
| Heyden-Rynsch                                                          | ?                                             | westfälisch-rheinländisches Adelsgeschlecht |        |
| Heydenab                                                               | seit 1309                                     | fränkisches Uradelsgeschlecht |        |
| Von der Heydt                                                          | seit 1863                                     | Familie aus Elberfeld; 1863 in den erblichen Freiherrenstand erhoben |        |
| Heygen                                                                 | 1244 bis nach 1650                            | erloschenes westfälisches Adelsgeschlecht |        |
| Heygendorff                                                            | ab 1809                                       | thüringisch-sächsisches Briefadelsgeschlecht; 1809 großherzoglich-sächsischer Adelsstand |        |
| Heyking                                                                | seit ca. 1490                                 | Ende 15. Jahrhundert Übersiedlung nach Kurland, dort 1620 Immatrikulation bei der ersten Klasse der Ritterschaft; 1853 bzw. 1862 russische Anerkennung des Baronstitels für das Gesamtgeschlecht; Abstammung von den Herren von Hucking |        |
| Heyl zu Herrnsheim                                                     | seit 1886                                     | Wormser Adelsgeschlecht |        |
| Heyn (Heyne, Hayn, Hayne, Hein)                                        | bis 17. Jh.                                   | meißnisches Adelsgeschlecht |        |
| Heynitz                                                                | seit 1338                                     | meißnerischer Uradel |        |
| Hiddessen                                                              | seit 1260                                     | westfälische Patrizierfamilie aus Warburg, am 13. Dezember 1610 kaiserliche Wappenbestätigung und Nobilitierung |        |
| Hiesfeld                                                               | bis 17. Jh.                                   | erloschenes rheinländisches Adelsgeschlecht |        |
| Hilbeck                                                                | bis 16. Jh.                                   | erloschenes westfälisches Adelsgeschlecht |        |
| Hilgertshausen                                                         | Ende des 12. bis Anfang des 15. Jh.           | bayerisches Adelsgeschlecht |        |
| Hillensberg                                                            | bis 18. JH.                                   | erloschenes rheinländisches Adelsgeschlecht |        |
| Hiller von Gaertringen                                                 | seit 1703                                     | württembergisches Adelsgeschlecht, dessen Wurzeln in Pöttmes bei Augsburg liegen |        |
| Hillesheim                                                             | seit 1336                                     | rheinisch-pfälzisches Adelsgeschlecht, das zum Ritterstand des Herzogtums Jülich-Berg zählte; öfter auch bezeichnet als Merscheid genannt von Hillesheim. 1712 Erhebung vom Freiherrn- in den Reichsgrafenstand, 1807 erloschen. |        |
| Hiltelingen                                                            | 1219–1453                                     | in Kleinbasel und im Markgräflerland ansässiges Adelsgeschlecht |        |
| Hilverdinghausen                                                       | bis 16. Jh.                                   | erloschenes westfälisches Uradelsgeschlecht |        |
| Hinüber                                                                | seit 1398                                     | Familie aus dem Herzogtum Berg, später in Niedersachsen. 1765 und 1775 Kaiserliche Nobilitierung |        |
| Hippel                                                                 | 1625                                          | ostpreußisches Briefadelsgeschlecht; 1790 Reichsadelsstand |        |
| Hirrlingen                                                             | 1123 bis nach 1173                            | mittelalterliches, südwestdeutsches Adelsgeschlecht | –      |
| Hirsch auf Gereuth                                                     | 1740                                          | fränkisches Hoffaktoren- und Adelsgeschlecht jüdischen Glaubens |        |
| Hirschberg                                                             | seit 1223                                     | bayerisches Uradelsgeschlecht; 1792 Reichsgrafen; 1813/15 Immatrikulation bei der bayerischen Freiherrenklasse. |        |
| (Grögling-)Hirschberg                                                  | 12. bis Anfang 14. Jahrhundert                | erloschenes oberpfälzisch-mittelfränkisches Adelsgeschlecht |        |
| Hirschberger                                                           | 1142–1611                                     | mittelalterliches Adelsgeschlecht |        |
| Hirschheydt                                                            | 1230                                          | aus Franken stammendes Adelsgeschlecht |        |
| Hirschhorn                                                             | 1270–1632                                     | ritterliche Familie vom unteren Neckar, im Kleinen Odenwald, im Kraichgau und am Rhein |        |
| Hirschvogel                                                            | 1450–1550                                     | erloschene Nürnberger Patrizierfamilie |        |
| Hirtenberg                                                             | seit 1648                                     | polnisches, pommerellisches und preußisches Adelsgeschlecht |        |
| Hiserle von Chodau                                                     | bis 2. Hälfte 18. Jh.                         | erloschenes böhmisch-österreichisches Adelsgeschlecht; 1611 Freiherrenstand |        |
| Hitzfeld                                                               | bis 18. Jh.                                   | erloschenes niedersächsisches Adelsgeschlecht |        |
| Hobe                                                                   | seit 1278                                     | altes, mecklenburgisches Adelsgeschlecht, 1776 dänisches Indigenat, 1821/1828 dänischer Freiherrenstand, 1875 preußische Anerkennung des Freiherrenstandes, 1941 Namensführung Monforts von Hobe |        |
| Hoberg                                                                 | bis Anfang 17. Jh.                            | erloschenes westfälisches Adelsgeschlecht |        |
| Hochberg                                                               | seit 1185                                     | schlesisches Uradelsgeschlecht, 1650 Freiherrenstand und 1666 Grafenstand des Königreichs Böhmen; 1683 Reichsgrafenstand; 1850 preußischen Fürsten; 1905 Herzogstitel (ad personam) |        |
| Hocherbach                                                             | 14. bis 16. Jh.                               | Adelsgeschlecht im Herzogtum Jülich |        |
| Hochschlitz                                                            | bis 15. Jh.                                   | erloschenes schwäbisches Adelsgeschlecht |        |
| Hocke                                                                  | seit 1272                                     | schlesisches Uradelsgeschlecht; 1686 und 1722 böhmisches Freiherrendiplom; 1762 erbländisch-österreichisches Freiherrndiplom; 1743 preußische Adelslegitimation |        |
| Hodenberg                                                              | seit 1149                                     | ursprünglich hochfreies, niedersächsisches Adelsgeschlecht; 1622 Edle; 1859 Freiherren |        |
| Hodenhagen                                                             | seit 1232                                     | niedersächsisches Adelsgeschlecht | –      |
| Hodersen                                                               | bis 18. Jh.                                   | erloschenes westfälisches Adelsgeschlecht |        |
| Hoditz                                                                 | ?                                             | mährisch-schlesisch-preußisches Adelsgeschlecht; 1603 Freiherrenstand; 1641 Grafenstand |        |
| Hoensbroech                                                            | seit 1280                                     | Limburger Uradel; 1635 Reichsfreiherren; 1733 Reichsgrafen |        |
| Hoerde                                                                 | 1198 bis ?                                    | Uradel Westfalens; im Mannesstamm erloschen |        |
| Hoerschelmann                                                          | seit 1838                                     | deutsch-russisches Adelsgeschlecht |        |
| Hoete                                                                  | bis 1743                                      | erloschenes westfälisches Adelsgeschlecht |        |
| Hofer von Lobenstein                                                   | um 1150                                       | altbayerischer Uradel aus dem Nordgau, Immatrikulation bei der Freiherrenklasse des ritterschaftlichen Adels im Königreich Württemberg |        |
| Hofer von Passeyr                                                      | ?                                             | aus dem Passeiertal stammende Familie, die 1809 bzw. 1818 in den österreichischen Adelsstand erhoben wurde |        |
| Höfflinger                                                             | 1546/1550 bis 1861                            | erloschenes ursprünglich aus Österreich stammendes, später in Westfalen ansässiges Briefadelsgeschlecht; 1546/1550 Adelsstand; 1559 rittermäßiger Adelsstand |        |
| Hofwart                                                                | ?                                             | fränkisch-schwäbisches Adelsgeschlecht |        |
| Hohenastenberg genannt Wigandt                                         | seit 1620                                     | deutsch-baltisches Adelsgeschlecht |        |
| Hohenau                                                                | 1853                                          | sachsen-meiningensches Adelsgeschlecht, das auf Rosalie Gräfin von Hohenau, geborene von Rauch, die morganatische Ehefrau des Prinzen Albrecht von Preußen, zurückgeht |        |
| Hohenberg (Franken)                                                    | 1222–1285                                     | lokales, fränkisches Adelsgeschlecht im 13. Jahrhundert | –      |
| Hohenberg (Österreich)                                                 | seit 1900                                     | titularherzogliches bzw. -fürstliches Geschlecht, dass aus einer morganatischen Ehe in väterlicher Linie vom kaiserlichen und königlichen Haus Österreich-Ungarn der Dynastie Habsburg-Lothringen abstammt. 1900 österreichischer Fürstenstand. |        |
| Hohenberg (Pfinzgau)                                                   | Ende 11. bis Anfang 12. Jahrhundert           | erloschene Grafenfamilie | –      |
| Hohenberg (Schwaben)                                                   | 1170–1486                                     | erloschenes schwäbisches Adelsgeschlecht |        |
| Hohenbühel                                                             | seit 1270                                     | Tiroler Uradelsgeschlecht |        |
| Hohenburg                                                              | 1000–1258                                     | Grafen aus verschiedenen Familien, die im Gebiet um Hohenburg im Nordgau (in der heutigen Oberpfalz) herrschten | –      |
| Hohendorff                                                             | seit 1147                                     | magdeburgisches Adelsgeschlechts, das sich nach Brandenburg und Ostpreußen, schließlich nach Dänemark ausbreitete |        |
| Hoheneck                                                               | 1214–1808                                     | pfälzisches Adelsgeschlecht |        |
| Hohenegg                                                               | 1250–1671                                     | erloschenes Freiherrengeschlecht aus dem Allgäu |        |
| Hohenfeld                                                              | seit ca. 1250                                 | blühendes Adelsgeschlecht (Grafen und Freiherrn) aus Niederösterreich, später auch im Rheinland ansässig |        |
| Hohenfels (Bayern)                                                     | seit 1217                                     | bayerisches Adelsgeschlecht |        |
| Hohenfels (Hessen)                                                     | 1174 bis 17. Jahrhundert                      | erloschenes Adelsgeschlecht aus Mittelhessen |        |
| Hohenhart                                                              | 1127–1270                                     | edelfreies Geschlecht in der Umgebung von Wiesloch | –      |
| Hohenhausen                                                            | seit 1333                                     | bayerisch-preußisches, später auch schwedisches Adelsgeschlecht; 1686 Freiherrenstand |        |
| Hohenlohe / Hohenlohe-Langenburg / Hohenlohe-Oehringen                 | seit 1178                                     | fränkisches, edelfreies Adelsgeschlecht; 1450 Reichsgrafen; 1744/1764 Reichsfürsten |        |
| Hohenrain                                                              | spätes 11. Jh. bis 1495                       | erloschenes bayerisches Uradelsgeschlecht |        |
| Hohenthal                                                              | seit 1611                                     | sächsisches Geschlecht, 1717 Reichsritterstand mit dem Titel Edler von Hohenthal; 1733 Reichsfreiherren; 1790 Reichsgrafen |        |
| Hohenwart                                                              | 10. bis 11. Jh.                               | bayerisches Grafengeschlecht | –      |
| Hohenwart                                                              | seit 15. Jh.                                  | Krainer Uradelsgeschlecht; 1767 Grafenstand |        |
| Hohenzollern                                                           | seit 1061                                     | Grafen von Zollern (1061-ca. 1200); Burggrafen von Nürnberg (1204–1557); Markgrafen von Brandenburg-Ansbach und von Brandenburg-Kulmbach(-Bayreuth); Herzöge von Brandenburg-Jägerndorf (1523-nach 1606); Markgrafen von Brandenburg-Küstrin (1535–1571) und von Brandenburg-Schwedt (1688–1788); Kurfürsten und Markgrafen von Brandenburg (1412–1571); Herzöge (1525–1701) und preußische Könige (1701–1918); Deutsche Kaiser (1871–1919); siehe auch Schwäbische Hohenzollern |        |
| Hohnhorst                                                              | seit 1279                                     | altes Lüneburger Adelsgeschlecht |        |
| Hohnstedt                                                              | ab 1134 bis 20. Jh.                           | erloschenes braunschweigisch-lüneburgisches Adelsgeschlecht |        |
| Hohnstedt                                                              | 1264–1839                                     | erloschenes mansfeldisches Adelsgeschlecht |        |
| Hohnstein                                                              | 1184–1593                                     | erloschenes Adelsgeschlecht im Harz |        |
| Holck                                                                  | seit 1315                                     | schleswig-dänisches Adelsgeschlecht |        |
| Holdinghausen                                                          | bis 1726                                      | erloschenes nassauisch-westfälisches Adelsgeschlecht |        |
| Hollander                                                              | seit 1788                                     | deutsch-baltisches Adelsgeschlecht |        |
| Holle                                                                  | seit 1195                                     | niedersächsisch-westfälisches Adelsgeschlecht |        |
| Holleben                                                               | seit 1185                                     | sächsisch-thüringisches Uradelsgeschlecht; Ministeriale der Markgrafen von Meißen |        |
| Hollen                                                                 | seit 1866                                     | preußisches Adelsgeschlecht |        |
| Hollenburg                                                             | 1042–1246                                     | Kärntner Adelsgeschlecht |        |
| Holleuffer                                                             | seit 1223                                     | ursprünglich sächsisches, später auch in Thüringen, Anhalt, Hannover und Preußen verbreitetes Adelsgeschlecht |        |
| Höllinghofen                                                           | 1605–1657                                     | Bastard des Hauses Wittelsbach, benannt nach Schloss Höllinghofen; 1605 Ritterstand; 1610 Freiherrenstand |        |
| Holly                                                                  | seit 1593                                     | oberschlesisches Adelsgeschlecht polnischen Ursprungs |        |
| Holnstein                                                              | seit 1728                                     | bayerisches, briefadeliges Grafengeschlecht; Reichsgrafen 1718 |        |
| Holstein                                                               | seit 1218                                     | zunächst mecklenburgisches, später auch schleswig-holsteinisches und dänisches Adelsgeschlecht |        |
| Holstein-Kiel / Holstein-Plön / Holstein-Rendsburg / Holstein-Segeberg | 1261–1316 / 1295–1390 / 1290–1459 / 1273–1308 | Linien des Adelsgeschlechts von Schauenburg und Holstein |        |
| Holstinghausen genannt Holsten                                         | seit 1798                                     | deutsch-baltisches Adelsgeschlecht mit Herkunft in der Grafschaft Mark |        |
| Holte                                                                  | 1134 bis ca. 1450                             | erloschenes westfälisch-niedersächsisches Edelherrengeschlecht |        |
| Holte                                                                  | 1279 bis 16. Jh.                              | erloschenes Dortmunder Adelsgeschlecht |        |
| Holtey                                                                 | seit 1221                                     | altes, westfälisches Adelsgeschlecht |        |
| Holthausen                                                             | 1177 bis 16. Jh.                              | erloschenes münsterländisches Adelsgeschlecht |        |
| Holtorpe                                                               | bis 15. Jh.                                   | erloschenes mindisches Uradelsgeschlecht |        |
| Holtz                                                                  | seit 1337                                     | schwäbisches Adelsgeschlecht |        |
| Holtzbrinck                                                            | seit 1694                                     | westfälisches Adelsgeschlecht |        |
| Holtzendorff                                                           | seit 1287                                     | uckermärkisches Uradelsgeschlecht; 1745 Reichsgrafen |        |
| Holwede                                                                | seit 16. Jh.                                  | Adelsgeschlecht aus dem Hochstift Minden; die Stammreihe beginnt 1590 mit Johann von Hohlewede dessen Nachkommen ohne Diplom zum Adel gerechnet werden |        |
| Holzer                                                                 | 14. Jh.                                       | erloschenes fränkisches Adelsgeschlecht |        |
| Holzhausen                                                             | seit 1243                                     | Ratsgeschlecht der Freien Reichsstadt Frankfurt am Main. |        |
| Holzhausen                                                             | 13. bis 15. Jh.                               | erloschenes westfälisches Adelsgeschlecht |        |
| Holzhausen gen. Berkule                                                | seit 1191                                     | westfälisches Adelsgeschlecht |        |
| Holzsadel                                                              | 1254–1520                                     | niederhessisches Adelsgeschlecht |        |
| Holzapfel von Herxheim                                                 | ?                                             | Augsburger Patriziergeschlecht sowie pfälzisches und elsässisches Rittergeschlecht |        |
| Holzschuher von Harrlach                                               | seit 1228                                     | altes Stadtadelsgeschlecht aus Nürnberg; 1547 Reichsadels- und Wappenbestätigung; 1819 Freiherren |        |
| Hombergk zu Vach                                                       | seit 16. Jh.                                  | althessisches Bürgergeschlecht |        |
| Homburg (Franken)                                                      | ab 1136                                       | fränkisches Adelsgeschlecht |        |
| Homburg (Niedersachsen)                                                | um 1130 bis 1436                              | erloschenes Edelherrengeschlecht |        |
| Hompesch                                                               | ab 1166                                       | jülich-bergisches, niederrheinisches Adelsgeschlecht |        |
| Hopfenbach                                                             | 1223 bis 14. Jahrhundert                      | Uradel Krains | –      |
| Hopffgarten                                                            | seit 1247                                     | Thüringer Adelsgeschlecht |        |
| Horcker                                                                | 13. bis 19. Jahrhundert                       | erloschenes märkisches Adelsgeschlecht |        |
| Horhusen                                                               | 1081 bis nach 1525                            | erloschenes westfälisches Adelsgeschlecht |        |
| Hörmann von und zu Gutenberg                                           | seit 1530                                     | Patriziergeschlecht aus Kaufbeuren und Augsburg; 1530 Reichsadelsstand |        |
| Horn (Pasterwitz)                                                      | ?                                             | erloschenes schlesisches Adelsgeschlecht |        |
| Horn (Pfaffendorf)                                                     | ?                                             | schlesisches Adelsgeschlecht; 1671 böhmischer Freiherrenstand |        |
| Horn (Ranzin)                                                          | seit 1315                                     | vorpommersches Uradelsgeschlecht;1697 Reichsgrafen (Linie Schlatkow); 1701 schwedische Freiherren; 1719 schwedische Grafen |        |
| Horn (Tutow)                                                           | 14.–17. Jahrhundert                           | erloschene, pommersche Adelsfamilie |        |
| Horn                                                                   | ab 1783                                       | bayerisches Briefadelsgeschlecht; 1783 Adelsstand; 1791 Freiherrenstand; 1813 Baron de l’Empire; 1827 preußische Anerkennung des Freiherrenstands; 1911 bayerischer Grafenstand |        |
| Horn                                                                   | seit 14. Jh.                                  | braunschweigisch-eichsfeldisches Patrizier- und Adelsgeschlecht; 1732 Bestätigung des rittermäßigen Adelsstands |        |
| Horn                                                                   | ab 1225                                       | bremisches Uradelsgeschlecht, dass auch in der Grafschaft Hoya und im Hochstift Minden ansässig war |        |
| Horn                                                                   | bis 18. Jh.                                   | erloschenes märkisches Adelsgeschlecht |        |
| Horn                                                                   | seit 1806                                     | schwedisches Briefadelsgeschlecht, das 1806 für Pommern und Rügen im Schwedischen Ritterhaus eingetragen wurde |        |
| Horn (1772)                                                            | ab 1772                                       | preußisches Briefadelsgeschlecht; 1772 preußischer Adelsstand |        |
| Horn (1865)                                                            | seit 1865                                     | preußisches Briefadelsgeschlecht; 1865 preußischer Adelsstand |        |
| Horn genannt Goldschmidt                                               | ab 1577                                       | erloschenes rheinländisches Adelsgeschlecht |        |
| Horn von Hornau                                                        | ab 1722                                       | erloschenes schlesisch-böhmisches Briefadelsgeschlecht; 1722 böhmischer Adelsstand |        |
| Hornberg                                                               | 1111 bis 15. Jahrhundert                      | erloschenes Adelsgeschlecht im Mittleren Schwarzwald |        |
| Hornberg                                                               | 12. und 13. Jahrhundert                       | erloschenes schwäbisches Adelsgeschlecht | –      |
| Horne                                                                  | 12. bis 16. Jahrhundert                       | erloschenes westfälisches Adelsgeschlecht |        |
| Horneck von Hornberg                                                   | 1238 bis 19. Jahrhundert                      | altes, schwäbisches Adelsgeschlecht aus Hochhausen am Neckar; 1813 Freiherren |        |
| Hornstein                                                              | seit 1247                                     | schwäbischer Uradel; 1636 und 1688 Reichsfreiherren |        |
| Horrem genannt Schramm                                                 | 1288 bis 18. Jh.                              | niederrheinisches Adelsgeschlecht |        |
| Horst (Österreich)                                                     | 1877                                          | österreichisches, briefadeliges Freiherrengeschlecht (seit 1877) |        |
| Horst (Sachsen)                                                        | 1899                                          | sächsisches Briefadelsgeschlecht (seit 1899) |        |
| von der Horst (Westfalen)                                              | seit 1237                                     | westfälisches Uradelsgeschlecht aus der Herrlichkeit Horst am Emscherbruch; 1844 Freiherren |        |
| von der Horst (Hannover)                                               | 1786                                          | Reichsadelsgeschlecht aus dem Raum Hannover |        |
| Horstmar                                                               | 1146 bis 19. Jahrhundert                      | erloschenes Adelsgeschlecht auf der Burg Horstmar im heutigen Horstmar |        |
| Hößlin                                                                 | seit 1697                                     | bayerisches Adelsgeschlecht, Augsburger Patrizier |        |
| Hottope                                                                | bis 15. Jh.                                   | erloschenes westfälisches Adelsgeschlecht |        |
| Hottope genannt Bertram                                                | bis 17. Jh.                                   | erloschenes westfälisches Adelsgeschlecht |        |
| Houwald                                                                | 1617                                          | aus dem Vogtland stammendes Geschlecht; 1630 schwedische Adelsnaturalisation; 1847 preußische Freiherren; 1840 preußische Grafen |        |
| Hövel                                                                  | 1003–1226                                     | westfälisches Grafengeschlecht, aus den Grafen von Werl hervorgegangen | –      |
| Hövel                                                                  | seit 1198                                     | westfälische Adelsgeschlecht, das zu den Ministerialen der Grafen von Hövel zählte, 1845 preußischer Freiherrenstand |        |
| Hövell                                                                 | ?                                             | westfälisch-niederländisches Adelsgeschlecht |        |
| Hövell / Höveln                                                        | seit 1287                                     | ursprünglich Dortmunder Ratsgeschlecht, das im Lübecker Patriziat aufstieg; gegen Ende des 18. Jahrhunderts Anerkennung als Freiherren |        |
| Hoven                                                                  | seit 1511                                     | bayerisch-württembergisches Adelsgeschlecht |        |
| von der Hoven                                                          | 1162–1737                                     | erloschenes westfälisches Adelsgeschlecht; 1710 Freiherrenstand |        |
| Hoven genannt Pampus                                                   | um 1430                                       | westfälischer Adel der auf die Heirat von Heinrich Pampus mit Grete von der Hoven zurückgeht |        |
| Hoverbeck                                                              | um 1435                                       | ursprünglich aus Brabant stammendes, preußisches Adelsgeschlecht |        |
| Hoverden-Plencken                                                      | ?                                             | westfälisches Adelsgeschlecht; 1721 böhmischer Ritterstand; 1753 preußischer Freiherrenstand; 1786 preußischer Grafenstand |        |
| von der Howen                                                          | seit 1394                                     | deutsch-baltisches Adelsgeschlecht; 1853 russische Anerkennung zur Führung des Baronstitels |        |
| Grafen von Hoya                                                        | 1202–1582                                     | Grafengeschlecht im Niederrheinisch-Westfälischen Reichskreis; siehe auch Stammliste des Hauses Hoya |        |
| Hoya                                                                   | ?                                             | westfälisch-niedersächsisches Patrizier- und Adelsgeschlecht |        |
| Hoyer                                                                  | ab 1784                                       | sächsisches Briefadelsgeschlecht; 1784 Reichsadelsstand |        |
| Hoym                                                                   | seit 1195                                     | anhaltisches Uradelsgeschlecht; 1676 Reichsfreiherren, 1684 sächsische Anerkennung; 1711 Reichsgrafen; 1786 und 1809 preußischer Grafenstand |        |
| Hoyningen-Huene                                                        | seit 1500                                     | deutsch-baltisches Adelsgeschlecht; 1862 russische Anerkennung zur Führung des Baronstitels, 1863 preußische Genehmigung zur Wiederaufnahme des Freiherrentitels |        |
| Hoyos                                                                  | seit 1435                                     | ursprünglich, spanisches Adelsgeschlecht; 1547 österreichische Freiherren; 1628 Reichsgrafen |        |
| Hübel                                                                  | ab 19./20. Jh.                                | mehrere Briefadelsgeschlechter |        |
| Huber von Mauer                                                        | 1584 bis Ende 19. Jh.                         | österreichisch-bayerisches Briefadelsgeschlecht; 1584 erbländisch-österreichischer Adelsstand; 1699 erbländisch-österreichischer und Reichsfreiherrenstand; 1810 Freiherrenklasse in der königlich-bayerischen Adelsmatrikel |        |
| Hubrig                                                                 | ab 1712                                       | schlesisches Rats- und Briefadelsgeschlecht; 1712 böhmischer Ritterstand |        |
| Hüchtenbrock                                                           | bis 1716                                      | erloschenes niederrheinisch-westfälisches Adelsgeschlecht |        |
| Hückelheim                                                             | bis 15. Jh.                                   | erloschenes westfälisches Adelsgeschlecht |        |
| Hucking                                                                | 1303–1757                                     | jülich-bergisches Adelsgeschlecht |        |
| Hude                                                                   | seit 1181                                     | bremischer Uradel |        |
| Hue de Grais                                                           | ab 18. Jh.                                    | aus der Normandie stammendes, zuletzt in Thüringen ansässiges Adelsgeschlecht. |        |
| Hueck                                                                  | seit 1299                                     | westfälisches Patriziergeschlecht, von 1512 bis 1767 im Rat von Dortmund. Seit 1656 im Baltikum, häufig als Ratsherren in Reval. 1816 russischer, 1878/1889 estländischer Adelsstand |        |
| Hugenpoet                                                              | bis 1990                                      | erloschenes niederrheinisch-westfälisches Adelsgeschlecht, das in den Niederlanden noch bis 1990 bestand |        |
| Hugo                                                                   | seit 1732                                     | Hannoveraner Adelsgeschlecht; mehrere Adelsbriefe (1732, 1742, 1767) |        |
| Hülsen                                                                 | seit 1243                                     | ursprüngliches, friesisches Uradelsgeschlecht, das im 16. Jahrhundert in Ostpreußen einwanderte |        |
| Hülst                                                                  | seit 1801                                     | ursprünglich aus den Niederlanden stammendes westfälisches Briefadelsgeschlecht; 1801 Adelsstand |        |
| Humboldt                                                               | ?                                             | preußisches Adelsgeschlecht |        |
| Humbracht                                                              | seit 1416                                     | Patriziergeschlecht aus Frankfurt |        |
| Hund von Saulheim                                                      | bis 1750                                      | rheinhessisches Adelsgeschlecht |        |
| Hund von Wenkheim                                                      | (16. Jahrhundert)                             | erloschenes fränkisches Adelsgeschlecht |        |
| Hundbiß                                                                | seit 1252                                     | schwäbisches Adelsgeschlecht, dass unter dem Namen Humpis zuerst auftritt; 1699 Reichsfreiherrenstand |        |
| Hundelshausen                                                          | ab 1305                                       | hessisches Uradelsgeschlecht |        |
| Hundem (gen. von dem Bruch)                                            | 1261–1716                                     | erloschenes westfälisches Adelsgeschlecht |        |
| Hundt                                                                  | 16. Jahrhundert (?)                           | erloschenes Adelsgeschlecht in der Oberpfalz |        |
| Hundt und Alten-Grottkau                                               | ab 1316                                       | schlesisches und oberlausitzsches Adelsgeschlecht |        |
| Hundt zu Lautterbach                                                   | seit 1220                                     | Pinzgauer Uradel; 1681 bayerische Freiherren; 1701 Reichsgrafen |        |
| Hünefeld                                                               | ab 1663                                       | thüringisch-sächsisches Briefadelsgeschlecht; 1663 Adelsstand |        |
| Hunolstein                                                             | 1192 bis 18. Jahrhundert                      | erloschenes pfälzisches Rittergeschlecht auf der Burg Hunolstein |        |
| Hüntel                                                                 | bis 1869                                      | erloschenes niedersächsisches Adelsgeschlecht |        |
| Huosi                                                                  | 7. Jahrhundert                                | bayerisches Hochadelsgeschlecht | –      |
| Hurlach                                                                | 1269–1372                                     | erloschenes Tiroler Adelsgeschlecht |        |
| Hürnheim                                                               | 1267–1585                                     | erloschenes edelfreies schwäbisches Adelsgeschlecht |        |
| Husen                                                                  | 12. Jh.                                       | im 12. Jahrhundert belegtes fränkisches Adelsgeschlecht | –      |
| Husen                                                                  | seit 12. Jahrhundert                          | niedersächsisches und westfälisches Adelsgeschlecht |        |
| Husen                                                                  | 1259 bis 14. Jh.                              | erloschenes westfälisches Adelsgeschlecht zu Burg Husen (Syburg) |        |
| Huss                                                                   | 1702–1774                                     | kurbrandenburgisch-preußisches Adelsgeschlecht |        |
| Hutten                                                                 | seit 1274                                     | fränkisches Uradelsgeschlecht; 1816 bayerische Freiherren |        |
| Hütting                                                                | bis 1550                                      | erloschenes bayerisches Adelsgeschlecht |        |
| Huyn                                                                   | ?                                             | ursprünglich aus dem belgischen (flämischen) und niederländischen Raum stammendes, deutsch-österreichisches Familie; ungarisches und später österreichisches Adelspatent |        |
| Huyssen                                                                | ?                                             | niederländisch-westfälisches Adelsgeschlecht; 1706 kaiserliche Ritterstandsbestätigung |        |
| Hymmen                                                                 | 1550                                          | seit 1715 führt die Familie unbeanstandet das Adelsprädikat und wird zum preußischen Adel gerechnet; 1770 Reichsritterstand |        |